# كارل مولر (مهندس معماري)
كارل مولر (بالسويدية: Carl Möller)‏ هو مهندس معماري سويدي، ولد في 20 أبريل 1857 في مالمو في السويد، وتوفي في 4 ديسمبر 1933 في  في السويد.